# Dyreborg
Dyreborg er en lille kystlandsby på Fyn med knap 200 indbyggere (2010). Dyreborg er beliggende mellem Lillebælt og Faaborg Fjord syv kilometer syd for Faaborg. Byen tilhører Faaborg-Midtfyn Kommune og er beliggende i Horne Sogn.
Dyreborg huse omfattede i 1682 7 huse med jord. Det samlede dyrkede areal udgjorde 12,4 tønder land skyldsat til 2,67 tdr hartkorn.
I anden halvdel af 1800-tallet spillede Dyreborg en mindre rolle som fiskerleje. I 1866 og i 1889 var 3 hjemmehørende skibe.